# (15353) Meucci
(15353) Meucci est un astéroïde de la ceinture principale.

## Description
(15353) Meucci est un astéroïde de la ceinture principale. Il fut découvert le 22 novembre 1994 à Colleverde par Vincenzo Silvano Casulli. Il présente une orbite caractérisée par un demi-grand axe de 2,32 UA, une excentricité de 0,20 et une inclinaison de 4,2° par rapport à l'écliptique.

## Compléments